# Полушниковые (класс)
Полу́шниковые, или полушникови́дные (лат. Isoetópsida) — класс высших споровых растений, входящий в отдел Плауновидные (Lycopodiophyta). 

## История описания
Таксон в ранге класса, включающий современный род Плаунок (Selaginella P.Beauv.), был впервые описан Альбертом Бернхардом Франком в работе Иоганнеса Лойниса Synopsis der Pflanzenkunde 1877 года. Франк использовал название Selaginelleae, он включил класс один род Плаунок.
Позднее, в 1885 году, вышла работа Фридриха Ролле с описанием класса Isoëtaceen, включавшим роды Полушник (Isoëtes L.) и Плаунок.
Ранее МКБН не были установлены правила создания названий для таксонов растений определённого ранга. Таксоны Франка и Ролле в ранге класса были впоследствии переименованы в Selaginellopsida и Isoëtopsida соответственно для удовлетворения требованиям МКБН, согласно которым для классов высших растений предусмотрено окончание -opsida.
На названия таксонов рангом выше семейства не распространяется правило приоритета МКБН. Поэтому, несмотря на то, что класс Франка был описан ранее класса Ролле, допустимо использование названия Isoëtopsida вместо Selaginellopsida. В настоящее время именно оно считается основным названием, так как в него с момента описания включались роды Плаунок и Полушник, а в класс Selaginellopsida нередко включался только Плаунок.

## Описание
Сосудистые споровые многолетние розеточные травы.
Листья —  многочисленные, простые линейные, с чешуевидным язычком-лигулой на верхней стороне, длиной 5–8 см (до 90 см у I. coromandelina). 
Стебель обычно очень короткий и плохо заметный, но у двух высокогорных андийских видов (последние иногда выделяют в особый род стилитес – Stylites) он хорошо заметен (до 7 см длиной) и даже может вильчато ветвиться. 
В основании стебель переходит в полушаровидный или короткоцилиндрический желобчатый ризофор – особый орган, являющийся характерной особенностью для  всех полушниковых. Формируется у зародыша или проростка и сохраняется в течение всей жизни растения. Ризофор может быть полушаровидным или короткоцилиндрическим желобчатым.
От ризофора отрастают слабо ветвящиеся придаточные корни, анатомически принципиально отличающиеся от корней других сосудистых растений, в том чсле и других плауновидных.
Основание ризофора переходит в главный побег. 

## Размножение
Являются разноспоровыми растениями.
У взрослых особей все листья спороносные. В особых пазухах на внутренней стороне несколько расширенных листовых оснований расположены макро- и микроспорангии. Зоны микро- и мегаспорофиллов чередуются в розетке. В микроспорангиях образуется по несколько тысяч очень мелких микроспор, прорастающих в мужские заростки, состоящие всего из двух клеток и одного антеридия, с четырьмя сперматозоидами, имеющими по много ресниц. Мегаспорангии продуцируют 160–300 значительно более крупных мегаспор, которые прорастающих в небольшие женские заростки (с одним или немногими архегониями). Заростки лишь частично выступают из мегаспоры через разрыв её оболочки. 
После оплодотворения развивается розеточное растение полушника.

## Распространение
Населяют болота и олиготрофные пресные водоёмы в умеренной зоне и горах тропиков. В олиготрофных озёрах России встречаются 4 вида, все они подлежат охране. 

## Синонимы
- Isoëtaceen Rolle, 1885, orth. var.[2]
- Selaginelleae A.B.Frank, 1877, orth. var.
- Selaginellopsida A.B.Frank, 1877

## Представители
В настоящее время в класс включены два современных и три полностью вымерших порядка растений.
- Isoëtales — Полушниковые[1]
- †Lepidodendrales — Лепидодендровые. Главный побег формировал ствол высотой в несколько десятков метров и св. 1 м в диаметре. На верхушке побега располагалась крупная крона, которая была образована в результате дихотомического ветвления. У травянистых представителей порядка главный побег достигал высоты менее полуметра, а ветви кроны распластывались по субстрату, но не укоренялись[1].
- †Pleuromeiales — Плевромейевые. Древесные представители имели неразветвлённый главный побег высотой до 12 м и с розеткой линейных листьев на верхушке. Травянистые —  были розеточными растениями со стеблем высотой до 20 см (например, натгорстиана, Nathorstiana)[1].
- †Protolepidodendrales — Протолепидодендровые
- Selaginellales — Плаунковые

Современные полушниковые включают 50–140 видов.

## Защита
Три представителя полушниковых занесены в красную книгу России: Полушник морской Isoetes maritima, Полушник озерный Isoetes lacustris, Полушник щетинистый Isoetes setacea.